# Леонардо Алвеш да Кунья
Леонардо Алвеш да Кунья або просто Лео (порт.-браз. Leandro Alves da Cunha; нар. 30 листопада 1980, Ріо-де-Жанейро, Бразилія) — бразильський футболіст, нападник.

## Життєпис
Народився в Ріо-де-Жанейро, вихованець «Ботафого». У 1995 році потрапив до молодіжної структури французького ПСЖ. У сезоні 1998/99 років виступав за другу команду парижан. Після цього провів один сезон в «Уніан Лейрія» з Першого дивізіону чемпіонату Португалії. У 2000 році перейшов до «Мартіни», де протягом 8 місяців виступав в італійській Серії C. З 2001 по 2002 рік захищав кольори нижчолігового бразильського клубу «Боавішта». Потім два роки провів у румунському клубі «Університатя» (Крайова). З 2003 по 2004 рік виступав у нижчоліговому бразильському клубі «Тупі», на початку 2005 року захищав кольори «Баррейри».
У 2005 році перебрався до Африки, де підписав контракт з івуарійським клубом «АСЕК Мімозас», у футболці якого провів один сезон. У 2007 році виступав на батьківщині в «Макае» та «Гойтакаж». У 2007 році повернувся на Африканський континент, де уклав договір з ФК АК, який виступав у Першому дивізіоні ПАР. У 2008 році підписав контракт з чинним чемпіоном Намібії «Орландо Пайретс» (Віндгук), ставши одним з трьох перших бразильських легіонерів у Прем'єр-лізі Намібії. Проте самі бразильські новачки відзначили, що не перебувають в оптимальній формі, тому їм потрібно ще два тижні, щоб підтягнути фізичні кондиції. У 2009 році став гравцем одного з найсильніших клубів Тунісу, «Стад Тунізьєн». У 2011 році повернувся до Бразилії, де протягом того ж року виступав у «Дукі-ді-Кашиаш», «Боавішті» та «Араші». У 2013 році приєднався до «Вілла-Ріо».